# Ptychosperma waitianum
Ptychosperma waitianum es una especie de palmera originaria de Nueva Guinea. 

## Descripción
Es una palmera inerme con alturas de unos pocos metros.Tiene flores rojas y frutos negros, además sus hojas nuevas tienen una coloración roja, por lo cual es de gran valor ornamental.

## Taxonomía
Ptychosperma waitianum fue descrito por Frederick Burt Essig  y publicado en Principes 16: 39. 1972.
Etimología
Ptychosperma: nombre genérico que deriva de las palabras griegas: ptyx = "pliegue o hendidura" y sperma = "semilla", en referencia a la semilla ranurada.
waitianum: epíteto que hace referencia a Lucita Hardie Wait, gran amante de las palmas vinculada al Fairchild Tropical Garden y fallecida en 1995.
Sinonimia